# Bednja
Bednja es un municipio de Croacia en el condado de Varaždin.

## Geografía
Se encuentra a una altitud de 235 m s. n. m. a 82 km de la capital nacional, Zagreb.

## Demografía
En el censo 2011, el total de población del municipio fue de 3 977 habitantes, distribuidos en las siguientes localidades:
- Bednja - 679
- Benkovec - 238
- Brezova Gora - 66
- Cvetlin - 279
- Jamno - 85
- Jazbina Cvetlinska - 341
- Ježovec - 300
- Mali Gorenec - 106
- Meljan - 138
- Osonjak - 48
- Pašnik - 65
- Pleš - 261
- Podgorje Bednjansko - 20
- Prebukovje - 94
- Purga Bednjanska - 120
- Rinkovec - 281
- Sveti Josip - 3
- Šaša - 113
- Šinkovica Bednjanska - 122
- Šinkovica Šaška - 110
- Trakošćan - 18
- Veliki Gorenec - 50
- Vranojelje - 131
- Vrbno - 269
- Vrhovec Bednjanski - 40

| Gráfica de población de Bednja 1857-2011 (localidad)                |
|                                                                     |
| Según los censos de población de la oficina estadística de Croacia. |